# Johan Manderstierna
Johan Manderstierna, tidigare Dargeman, född 1659 i Stockholm, död 1739 i Stockholm, var en svensk inspektor.

## Biografi
Johan Manderstierna föddes 1659 i Stockholm. Han var son till guldsmeden Jürgen Dargeman och Catharina Beerbaum. Manderstierna blev 1676 kanslist i landskansliet i Malmö och 1680 sekreterare vid stora sjökontoret i Stockholm. Han blev 1686 inspektor över stadiska älvtullen och accisen vid brunnshusen i Bremen. Manderstierna blev amtman över godset Harsfeldt i Bremen och 26 februari 1692 lanträntmästare i Bremen och Verden. Han adlades 15 mars 1692 till Manderstierna och introducerades i Sveriges Riddarhus 1693 som nummer 1239. Manderstierna avled 1739 i Stockholm.

### Familj
Manderstierna gifte sig 27 december 1684 på Beckershov i Östra Vingåkers socken med Gunilla Beckerfelt, dotter till generalinspektören Carl Beckerfelt och Gunilla Rosenstråle. De fick tillsammans barnen majoren Göran Manderstierna (1685–1758), Johanna Manderstierna som var gift med överstelöjtnanten Johan Fredrik von Klencke vid Anklamska infanteriregementet och överstelöjtnanten Johan Manderstierna.